# 극장판 마법소녀 마도카☆마기카
《극장판 마법소녀 마도카☆마기카》(일본어: 劇場版 魔法少女まどか☆マギカ)는 일본의 애니메이션 영화로,  TV 애니메이션 《마법소녀 마도카☆마기카》의 극장판 3부작이다. 모든 편은 부제목이 있는데, 전편은 《[전편] 시작의 이야기》, 후편은 《[후편] 영원의 이야기》, 신편은 《[신편] 반역의 이야기》이다.

## 줄거리
《[전편] 시작의 이야기》와,《[후편] 영원의 이야기》의 내용은 TVA판과 큰 차이가 없다.

### [전편] 시작의 이야기
주인공 카나메 마도카가 다니는 미타키하라 중학교에 수수께끼의 소녀 아케미 호무라가 전학 온다. 보건계 담당인 마도카에게 보건실에 데려다달라고 부탁하고, 복도를 걷다가 멈추며 “넌 자신의 인생이 소중한 것 같아? 가족도 친구도 소중하게 생각해?”라고 묻는다. 마도카는 “소중해”라고 대답하자, “그렇다면, 지금의 자신과는 다른 자신이 되지 말아, 안 그러면 모든 것을 잃게 돼.” 라고 대답하고 그 자리를 떠난다.
방과 후 친구 미키 사야카와 함께 있었는데, 마도카는 “살려줘”라는 수수께끼의 목소리에 빌딩의 일각으로 갔고, 그곳에서 토끼나 고양이를 닮은 큐베와 큐베를 죽이려는 호무라를 만난다. 마도카와 사야카는 호무라를 따돌리고 도망쳤으나, 이상한 결계에 갇히고 만다. 징그러운 괴물들에 둘러싸이고 만 두 명. 그 위기를 같은 중학교 3학년, 큐베와 계약한 마법 소녀 토모에 마미가 해결한다.
큐베는 마도카와 사야카를 보며 “나와 계약해서 마법 소녀가 되어 줬으면 해!”하고 미소를 지었다. 두 사람은 큐베와 계약한다면, 어떠한 소원도 이룰 찬스가 주어지고, 그 대가로 마법소녀가 되는 꿈같은 이야기를 듣게 되지만, 마미에게서는 “마법소녀는 인간의 적 마녀와 싸워나가야 하는 힘든 싸움을 계속해야 한다.”, “목숨을 걸어야 한다”는 이야기를 해 주었고, 마도카와 사야카는 잠시 고민에 빠지자, 마미는 직접 마녀를 물리치는 것을 두 사람에게 지켜보게 할 것을 권유했고 두 사람은 기꺼이 동의했다. 많은 사람들을 지켜나가며 마녀와 싸우는 마미의 모습을 두 사람은 동경했다.
어느 날 두 사람이 사야카의 소꿉 친구인 카미조 쿄스케가 입원한 병원에 마녀의 알인 그리프 시드의 부화 직전 모습이 벽에 박힌 것을 찾아냈다. 마도카는 마미를 부르러 가고 사야카와 큐베는 그 마녀의 결계에 갇히고 만다. 이후 마도카와 마미가 마녀를 쓰러뜨리기 위해 그 결계 안으로 들어가고 마녀와 싸우러 가는 도중, 마도카는 마미에 대한 동경심을 털어놓는다. “마미 선배는 이제 혼자가 아니예요”라고 위로의 말을 하자, 마미는 감동의 눈물을 흘렸다. 그 때 큐베는 그리프 시드가 부화해 버릴 것 같다고 마미에게 전했고, 마미는 마도카를 데리고 수많은 마녀의 부하(사역마)들을 쓰러뜨리고, 큐베와 사야카가 있는 곳으로 도착. 하지만 마녀의 공격을 예상하지 못한 마미는 마녀에게 먹히는 끔찍한 죽음을 맞이한다. 그것을 보고 있던 사야카와 마도카에게 큐베는 어서 빨리 계약을 하라고 재촉했지만, “그럴 필요 없어”라고 말하며 등장하는 호무라. 호무라는 그 즉시 마녀를 쓰러뜨리고 “마법소녀란 이런 거야…” 라고 말한다. 마녀가 떨어뜨린 그리프 시드를 주운 호무라를 보고 사야카는 그것은 마미 선배의 것이라고 분노와 눈물로 호소하지만 호무라는 “마법소녀가 아닌 사람들은 손댈 자격이 없어”라고 호무라는 말하고 사라졌다.
마녀와의 싸움에서 패한 마미의 죽음이라는 가혹한 현실을 내밀 수 없는 마도카는 마법소녀에 대한 동경과 마음이 흔들리는 한편, 사야카는 다시는 팔이 움직이지 않을 거라는 선고에 절망한 카미조 쿄스케가 “기적과 마법이 있지 않은한 내 팔은 낫지 않는다”라는 말에 사야카의 대답. “기적도, 마법도 있어!” 사야카는 결국 카미조의 팔을 고치는 것을 대가로 마법 소녀가 된다.
그런 사야카에게 미타키하라 옆 마을에서 권력이 센 사쿠라 쿄코가 등장한다. 자신이 살기 위해서만 마녀를 물리치며 이익을 위해 일반 사람들의 희생도 마다하지 않는, 토모에 마미와는 대조적인 성격에 사야카는 반발하고 결국 마법 소녀끼리의 다툼이 생긴다. 마도카는 두 명의 싸움을 막고 싶어서 한 돌발적인 행동에 의해 “소울 젬”의 정체가 드러나고 만다. 이때까지만 해도 모두는 소울 젬은 “그저 마법소녀의 마력의 근원”으로 알고 있었을 뿐. 실은 소울 젬은 소녀와 분리된 영혼을 담은 그릇이며, 마법 소녀의 육체는 영혼과 떠나고, 이질적인 것으로 변질되고 있는 것이 큐베에 의해 밝혀진다.
이른바 좀비처럼 변질되어 있던 자신의 신체에 충격과 혐오감을 안은 사야카. 그래도 신념을 관철하고 다른 이들을 위해 싸우기로 결심했지만, 마도카와 사야카의 단짝 친구, 시즈키 히토미가 사야카가 좋아하고 있는 쿄스케에게 호의를 품고 있는 것을 알게 되고, 질투심을 느끼지만, 자신의 변해버린 몸에 대한 혐오로 인한 갈등에서 사야카의 마음은 타락한다. 결국 사야카는 우연히 전철에서 만난 두 호스트들의 대화에서 마법소녀로서의 신념도 잃게 되며, 연애 문제와도 겹쳐 자신이 마법소녀가 된 이유마저 잃게 된다. 결국 그녀의 소울 젬의 색은 탁해지게 되고, 결국 사야카는 마녀로 변하고 만다.

### [후편] 영원의 이야기
큐베의 정체는 인큐베이터라는 외계에서 온 생물체로, 마법 소녀가 결국 마녀가 되는 것은 그들에 의해 짜여진 것이였다. 큐베는 그것은 우주의 수명을 연장하기 위한 것이라고 설명하고, 마법 소녀들의 희망에서 절망으로 바뀌고 마녀가 될 때 발생하는 거대한 감정 에너지를 회수하는 것이라고 말한다. 마도카는 큐베에 대한 분노를 표출하고, 진심을 덮어 소녀들과 계약을 맺어왔다는 것을 “속여왔다”고 비난하지만, 인간의 감정을 이해하지 못하는 큐베는 견해 차이에 의해 발생한 것을 일방적으로 비난하는 것은 불합리적이라고 하고, 지구인을 포함한 우주 전체의 공익을 위해, 마도카의 희생을 기대한다는 취지를 말하고 떠난다.
큐베가 털어놓은 진실을 납득할 수 없는 쿄코는 사야카를 원래대로 돌려놓자는 명분으로 마도카를 데리고 결계로 잠입한다. 마녀화 된 사야카에 맞서 마도카와 함께 필사적으로 사야카의 이름을 부르며 혹시라도 있을 기적에 기대어 보지만, 결국 실패한 쿄코는 “걱정 마, 사야카. 외톨이는 쓸쓸한 법이지… 좋아, 같이 가 줄게.”라는 마지막 말을 남기고 마녀화 된 사야카와 함께 죽고 만다. 한편, 미타키하라에 큰 재앙을 불러올 최강의 마녀, “발푸르기스의 밤”이 다가오고 있고, 큐베는 3명의 마법소녀가 전사한 지금, 높은 소질을 가진 마도카가 마법 소녀가 되지 않으면 마을을 구할 수 없다고 말한다.
한편, 지금까지 수수께끼였던 호무라의 정체가 밝혀진다. 그녀는 다른 시간의 축에서 온 시간 역행자이고 원래의 시간 축에서 처음으로 얻은 친구이면서 발푸르기스의 밤과의 싸움에서 죽어버린 마도카를 구하기 위해 다른 미래를 향한 길을 추구하고 같은 시간의 평행 세계를 몇 번이나 반복하여 계속 싸워 온 존재였다. 마도카가 죽음을 맞이하며 마녀화 되는 미래에 부딪힐 때마다 몇번이나 같은 시간을 반복해 온 호무라는, 마도카에게 다수의 평행 세계의 인과 실을 마도카의 존재로 묶고, 그것이 마도카를 최강의 마법소녀이자, 최악의 마녀가 될 잠재적 능력이 될 것으로 만들었다.
사야카의 시신이 거리에서 발견된 그녀의 추도식에서 귀가했을 마도카는 낙심하고 있었다. 거기에 큐베 무늬가 모습을 보여 인큐베이터와 마법 소녀의 관계의 역사를 창문에 설명하는 것도, 그 가혹함을 알게 된 마도카는 혼란에 빠진다. 한편 호무라는 미타키하라에 내습한 발푸르기스의 밤에 혼자 열심히 맞서지만 역시 패배하여 궁지의 상태로 절망에 빠져 있었다. 그 때 마도카는 절망에 빠진 호무라를 위로하며 고심 끝에 결국 큐베와의 계약을 맺는다. 마도카의 마지막 소원은 "과거·현재·미래, 모든 우주에 존재하는 모든 마녀를 태어나기 전에 자신의 손으로 쓸어 버리게 해달라"였다. 그러나, 그것은 시간에 방해를 초과하며 물리 법칙의 수정, 즉 인과율 을 재편성하는, 신이 되는 것과  동일한 소원이다. 그러나 호무라가 계속해서 시간을 반복한 결과, 마도카가 소원을 짊어지고 실현할 수 있는 엄청난 인과를 가지게 있었기 때문에 소원은 성취된다.
마도카의 소원에 의해 우주는 새로운 법칙의 바탕으로 재구성되었다. 마도카 자신은 인간으로서의 존재를 잃고 새로운 개념을 세우지만, 시간을 조작할 수 있는 능력을 가진 호무라만이 그 과정을 지켜본다. 시공을 넘어 편재되는 개념, 모든 시대와 세계를 볼 수 있게 된 마도카는 지금까지의 호무라의 노고와 우정을 알아채고, 호무라에게 진심으로 감사하며 사랑하는 말을 건넨다. 그리고 마지막 기적으로서의 기억이 남아있는 것을 스스로 리본을 호무라에게 주며, 마도카는 호무라 앞에서 모습을 감춘다.
새로 구성된 세계에서 마법소녀가 마녀가 되는 일은 없으며, 힘을 다 써버린 그 때는 마음이 편안한 상태로 소울 젬과 함께 소멸하고 그 영혼은 마도카의 인도로 다른 우주(원환의 이치)로 전송된다는 시스템으로 변화했다. 큐베의 에너지 채취도 인간 세상의 저주에서 태어난 마수를 쓰러뜨려 얻을 수 있는 에너지를 이용하는 방법으로 바뀌었다. 이전 세계에서 죽었던 마미, 쿄코는 생존하고 있으나, 마도카의 존재는 그녀의 가족을 포함한 모든 사람들의 기억에서 사라졌다. 사야카는 원한의 이치에 따라 소멸했다. 이전 세계의 기억을 가진 유일한 존재가 된 호무라는 마도카가 구한 세계를 지키기 위해 다른 마법 소녀들과 함께 전투를 계속한다.

### [신편] 반역의 이야기
마도카와 사야카, 쿄코 셋이서 학교에 등교했는데, 안경을 쓴 모습의 호무라가 전학생으로 들어오게 된다. 그녀도 똑같은 마법소녀였으며, 마미와 마도카, 쿄코, 사야카, 호무라 이렇게 5명의 마법소녀 콤비가 적과 맞써 싸우는데, 반역의 이야기에서는 마녀와 싸우는 것이 아닌, '나이트메어'와 싸우는 것이다. 나이트메어와 싸우며 행복한 일상을 보내는 중 호무라는 이 세계에 대한 심각한 위화감을 갖게 되었으며, 쿄코와 같이 미타키하라의 밖의 카자미노 시에 가보자고 제안을 했고, 카자미노 행의 버스를 몇번이고 반복해서 타지만, 도착한 곳은 카자미노 시가 아닌 미타키하라 시였다. 버스가 아닌 걸어서 카자미노 시에 가는 것도 시도해 보았지만 실패로 끝났다. 호무라는 쿄코에게 이 일에 대해 모두에게 비밀로 해 주었으면 좋겠다고 부탁했으며, 쿄코는 납득하지 못하는 듯 하였으나, 끝내 부탁을 받아들였다.
호무라는 이 세계가 마녀의 결계라는 추측을 내렸고, 제일 먼저 마녀의 모습을 한 베베를 이 사건의 주범으로 의심하고 잡아서 죽이려 시도하였으나 토모에 마미에 의해 실패로 끝나고 TVA판의 3화처럼 마미의 리본 공격에 묶여 제압당한다.
호무라는 마미에게 이 세계는 날조된 것이라고, 베베는 마녀라고 마미를 설득하려 하였으나, 마미는 마녀가 뭔지도 모르며, 그녀는 “우리의 적은 마수. 그럼, 나이트메어는 대체…”라고 하며 이 세계에 대해 그녀도 위화감을 가졌다.
그 순간 사야카가 갑자기 등장하여 리본에 묶인 호무라를 풀어주었고, 사야카는 이 결계를 펼친 마녀에 대해 “모두와 힘을 합쳐 싸워나가는 세계를 바란 것이 중죄일까?”라며 슬쩍 마녀의 편을 들었다.
이 때 호무라는 지금 이 세계에 존재할 수 없는 것 세 가지를 정리하였는데, 첫째는 결계를 펼친 마녀, 둘째는 마녀 모습 그대로의 베베, 셋째는 마녀의 존재를 알고 있는 사야카라고 말했다.
그리고 호무라는 말을 이어 사야카를 향해 “넌 대체 뭐야? 정말로 미키 사야카야?”라며 질문하였지만, 사야카는 “난 네가 알고 있는 그대로야, 전학생”이라는 대답을 한 후 마녀 옥타비아 폰 제켄도르프의 모습을 보여주었다.
호무라는 시간을 멈추고 사야카를 공격하려 하였으나, 사야카는 이미 도망친 상태이며, “정말로 이 세계를 부숴도 될지 신중하게 생각해 봐”라는 의미심장한 말을 남긴다.
호무라는 이 결계를 펼친 마녀에 대해, 이것은 마도카의 희생을 비웃는 행위라며, 절대 용서하지 못한다고 생각하며 미타키하라 시를 걸어다니다가 마도카를 만나게 되고 공원에서 마도카와 대화를 하게 된다. 마도카에게 무서운 꿈을 꿨는데, 그 꿈이 마도카가 아무도 없는 곳으로 사라지는데, 그것을 나를 제외한 아무도 기억하지 못한다고 현실의 이야기를 털어놓으며 눈물을 흘렸다. 마도카는 눈물을 흘리는 호무라를 위로해주며 친구들과 가족들 모두 다 소중한 사람들이고 떨어지고 싶지 않다며 그럴 일은 없을 거라며 호무라를 안심시킨다.
호무라는 이에 대해 “그 때 너를 막았어야 했는데…”하며 좌절하다가, 갑자기 마도카를 보고 너도 누군가가 준비해 둔 가짜가 아닌가 생각했지만, 너는 틀림없는 진짜 마도카라며 확신하고는 호무라는 아직 자신에게는 할 일이 남았다며 공원을 떠난다.
호무라는 제일 먼저 쿄코에게 전화를 한 후, 쿄코에게 마녀라는 존재를 알고 있는지에 대해 질문을 했고 쿄코는 모른다고 대답하였다. 이에 호무라는 모르는 게 정답이라고 하자 쿄코는 장난하는 거냐며 화를 낸다. 하지만 호무라는 무시하고 두 번째 질문을 하는데 그 질문은 카나메 마도카를 알고 있냐는 것이다. 쿄코는 당연히 알고 있다고 대답하자, 호무라는 자신이 마녀가 아닐까 의심을 하고는 자신의 소울 젬을 정류장에 두고 버스를 타거나, 총으로 소울 젬을 쏴보지만, 호무라의 몸은 살아 있었다. 호무라는 이 때 자신이 마녀가 된 것을 확신한다.
이 때 큐베는 “진실 따위는 알고 싶지도 않았을텐데, 정말이지 인간의 호기심은 비합리적이네.”라는 말을 하고 등장을 한다. 이전까지만 해도 큐베는 말을 한마디도 하지 않았고 애완동물인 마냥 “큐우”라는 소리밖에 내지 않았다.
큐베는 자신들이 카나메 마도카를 연구하기 위해 마법소녀들의 소울젬을 가둬서 연구를 했다고 밝히고, 이는 카나메 마도카를 지배하기 위함을 호무라에게 밝히자, 호무라는 분노하고 큐베를 몇번이고 죽인다.
결국 호무라는 저주를 쌓게 되고, 완전히 호두까기의 마녀로 변하고 말았다.
그러나, 이를 눈치채고 있었던 미키 사야카와 모모에 나기사와 다른 마법소녀들의 등장으로 호두깍기의 마녀의 결계를 부수는 데에 성공하고, 호무라는 결계의 바깥 세상으로 빠져나올 수 있게 된다.
이 때 카나메 마도카가 나기사와 사야카와 함께 호무라를 데려가기 위해 등장하며, 마도카는 이제부터 영원히 함께라며 호무라의 소울젬을 소멸시키려는 도중, 호무라의 소울젬이 저주의 색보다 더 이상한 색으로 변하고 마도카의 힘을 뺏어서 우주를 재창조해낸다. 큐베는 이에 대해 “넌 대체 뭐야? 마법소녀도 마녀도 아닌, 뭐가 되려고 하는거야?”라고 묻자, 자신을 “악마”라고 자칭하였다.
큐베는 이 상황을 보고선 “너희 인간들의 감정을 이용하기엔 너무 위험해”라고 말하며 달아나려 하지만, 악마화한 호무라의 손에 의해 잡히고 만다.
호무라가 재창조해낸 세계에서는 마도카는 미국에서 고향인 일본으로 귀국한 미타키하라 중학교의 전학생이다. 이 때 마도카가 다시 자신의 존재(원환의 이치)를 부활하려고 하였으나, 호무라는 그것을 보며 당황하며 다시 마도카의 힘을 억제하였다.
그런 후 마도카에게 욕망보다 질서를 소중하게 하고 있느냐며 질문한다. 마도카는 질서가 더 중요하다고 하자 호무라는 “언젠가 너는 나의 적이 될지도 모르겠네, 그렇지만 괜찮아. 나는 마도카가 행복하게 살 수 있는 세계를 만들테니까”이라는 의미심장한 대답을 한 후 자신이 예전에 마도카에게서 받은 빨간 리본을 마도카에게 돌려주며 묶어준다. 이때 호무라는 눈물을 보였는데, 사실상 악마화된 호무라에 의해 개변된 세계는 호무라에게 있어 이전 세계에서 마도카가 간신히 알게 된 호무라의 과거와 시간을 넘나들며 싸워왔던 자신에 대한 헌신, 인간 관계, 기억 등을 모두 잃어버리게 되는 것이었다. 그리고 마도카는 호무라의 질문에 '질서'가 더 중요하다고 답했는데 이것은 후속작에서 '마도카와 호무라의 대립'에 대한 복선도 여실히 보여준다.

## 목소리 출연
- 카나메 마도카 - 유키 아오이
- 아케미 호무라 - 사이토 치와
- 미키 사야카 - 키타무라 에리
- 토모에 마미 - 미즈하시 카오리
- 사쿠라 쿄코 - 노나카 아이
- 큐베 - 카토 에미리
- 시즈키 히토미 - 신타니 료코
- 카나메 준코 - 고토 유코
- 카나메 토모히사 - 이와나기 데쓰야
- 카나메 타츠야 - 미즈하시 카오리
- 사오토메 카즈코 - 이와오 준코
- 카미죠 쿄스케 - 요시다 세이코
- 나카자와 - 마쓰오카 요시쓰구

### 전후 편
- 여학생 - 오쿠보 루미, 마쓰자키 레이, 사쿠라 아야네

### 전편
- 호스트 - 토비타 노부오, 미키 신이치로
- 쿄스케의 아버지 - 타사카 히데키
- 간호원 - 나카무라 도모코
- 공장장 - 오기노 세이로

### 후편
- 수학 교사 - 마쓰모토 다이
- 뉴스 캐스터 - 우메즈 히데유키
- 시청 홍보차 - 나카무라 미즈키

### 신편
- 모모에 나기사 - 아스미 카나
- 여학생 - 아카사키 지나쓰, 이가라시 유미, 우에다 레나
- 남학생 - 기자마 류이치, 가와니시 겐고, 아자카미 요헤이, 마에다 구니히로
- 가짜 도심의 아이들 (마녀) - Nadine Stummer, Mae Hinck, Marina Miyamoto, Hannah Heile, Sandra Kraus

## 주제가
전편
주제가 / 오프닝 테마〈루미너스〉(일본어: ルミナス)
작사·작곡 - 와타나베 쇼 / 편곡 - 유이사 아쓰 / 노래 - ClariS
엔딩 테마〈Magia [quattro]〉
작사·작곡·편곡 - 가지우라 유키 / 노래 - Kalafina
삽입곡〈미래〉(일본어: 未来)
작사·작곡·편곡 - 가지우라 유키 / 노래 - Kalafina
후편
주제가 / 오프닝 테마〈루미너스〉(일본어: ルミナス)
작사·작곡 - 와타나베 쇼 / 편곡 - 유이사 아쓰 / 노래 - ClariS
주제가 / 엔딩 테마〈히카리후루〉(일본어: ひかりふる)
작사·작곡·편곡 - 가지우라 유키 / 노래 - Kalafina
삽입곡
〈커넥트〉(일본어: コネクト)
작사·작곡 - 와타나베 쇼 / 편곡 - 유아사 아쓰 / 노래 - ClariS
〈Magia [quattro]〉
작사·작곡·편곡 - 가지우라 유키 / 노래 - Kalafina
신편
오프닝 테마〈컬러풀〉(일본어: カラフル)
작사·작곡 - 와타나베 쇼 / 편곡 - 유아사 아쓰 / 노래 - ClariS
엔딩 테마〈그대의 은의 정원〉(일본어: 君の銀の庭)
작사·작곡·편곡 - 가지우라 유키 / 노래 - Kalafina
삽입곡〈misterioso〉
작사·작곡·편곡 - 가지우라 유키 / 노래 - Kalafina

## 공개
"마도카☆마기카"영화화의 이 정보는 2011년 11월 10일에 공식 웹 사이트 및 월간 뉴타입 2011년 12월호에서 처음 발표되었다.

### 극장 상영
전후편은 《극장판 마법소녀 마도카☆마기카 [전편] 시작의 이야기》가 2012년 10월 6일부터 《극장판 마법소녀 마도카☆마기카 [후편] 영원의 이야기》가 같은 해 10월 13일부터 공개되었다.
극장판의 세계 전개는 2012년 9월 13일에 공식 웹 사이트에서 발표되어 미국, 프랑스, 이탈리아, 산 마리노, 대한민국, 중화민국, 홍콩, 싱가포르, 호주, 캐나다 등의 10개국 43개 도시에서 10월부터 3월에 걸쳐 전후편이 상영되었다. 샌프란시스코에서의 티켓은 웹 페이지의 공개로부터 3일 이내에 매진됐다. 또한,《[신편] 반역의 이야기》는 Japan Expo 2013에서 프랑스로 2013년 11월 16일에 공개, 발표되었다. 미국에서도 12월 3일 할리우드의 이집션 극장에서 프리미어 상영을 실시한 후, 로스앤젤레스의 다운타운 인디펜던트에서 주중 흥행을 실시했으며, 미국 45포토, 캐나다 30관에서 공개되었다. 또한, 신편의 일본 외에서의 공개는 중화민국, 홍콩, 대한민국 등과 함께 멕시코, 호주, 뉴질랜드에서도 실시했으며,  9개국 107극장에서의 상영이 결정되어 있지만, 또 다른 아시아 각국과 유럽 각국 등으로 공개 국가는 확대 될 예정이다. 또한 미국에서는《[신편] 반역의 이야기》가 R 지정을 받고 있다.

### Blu-ray Disc / DVD
전후편의 영상 소프트웨어는 2013년 7월 24일에 발매되었다. BD는 전후편 세트에서 완전생산한정판과 통상판, DVD 전후편 각각 통상판만 발매. 영상 특전으로 특보, 극장 예고편, TVCM집, 논 크레딧 오프닝 / 엔딩이 수록되는 것 외에도 BD 버전은 일본어, 영어, 프랑스어, 스페인어, 중국어 (번체), 한국어의 본편 자막도 수록되어 있다.
신편의 영상 소프트웨어는 2014년 4월 2일에 발매되었다. BD의 완전생산한정판과 통상판 DVD의 통상판이 발매. 영상 특전으로 논 크레딧 오프닝 / 엔딩이 수록되는 것 외에도 BD 판에는 일본어·영어의 본편 자막도 수록 된다.